# Raúl García (Boxer)
Raúl García Hirales (* 10. September 1982 in La Paz, Mexiko) ist ein mexikanischer Boxer im Strohgewicht. Er ist der Zwillingsbruder des Boxers Ramón García Hirales.

## Profikarriere
Im Jahre 2004 begann er erfolgreich seine Profikarriere. Am 14. Juni 2008 boxte er gegen Florante Condes um den Weltmeistertitel des Verbandes IBF und gewann nach Punkten. Diesen Gürtel verlor er in seiner fünften Titelverteidigung im März 2010 an Nkosinathi Joyi.
Ende Oktober 2010 schlug er Luis de la Rosa und errang dadurch den WBO-Interimstitel. Im März des darauf folgenden Jahres wurde er dann kampflos zum WBO-Weltmeister ernannt, verlor den Gürtel allerdings noch im selben Jahr in seiner ersten Titelverteidigung am 27. August gegen Moisés Fuentes durch geteilte Punktrichterentscheidung.